# José Coelho de Noronha
José Coelho de Noronha (Lisboa, 1704 - Vila de São José Del Rei, 1765) foi um artífice atuante no Brasil, na região mineradora do estado de Minas Gerais durante o ciclo do ouro.
Foi mestre de Aleijadinho, colaborando, pois, para a produção artístico-religiosa do Barroco mineiro.
Foi um entalhador de prestígio e fama na época em que viveu.

## Vida
Português de Lisboa, Coelho de Noronha teve passagem pelo Brasil, especialmente em Minas Gerais, onde faleceu de forma violenta, embora por circunstância desconhecida. Morou na Fazenda da Boa Vista, na Vila de São José del Rei, atual cidade de Tiradentes.
O inventário de 97 páginas de Coelho de Noronha, descoberto pelo mestrando da UFMG Aziz Pedrosa, relaciona trabalhos realizados em Mariana, Caeté, Ouro Preto, Barão de Cocais, Santa Bárbara e São João del-Rei.

## Obras

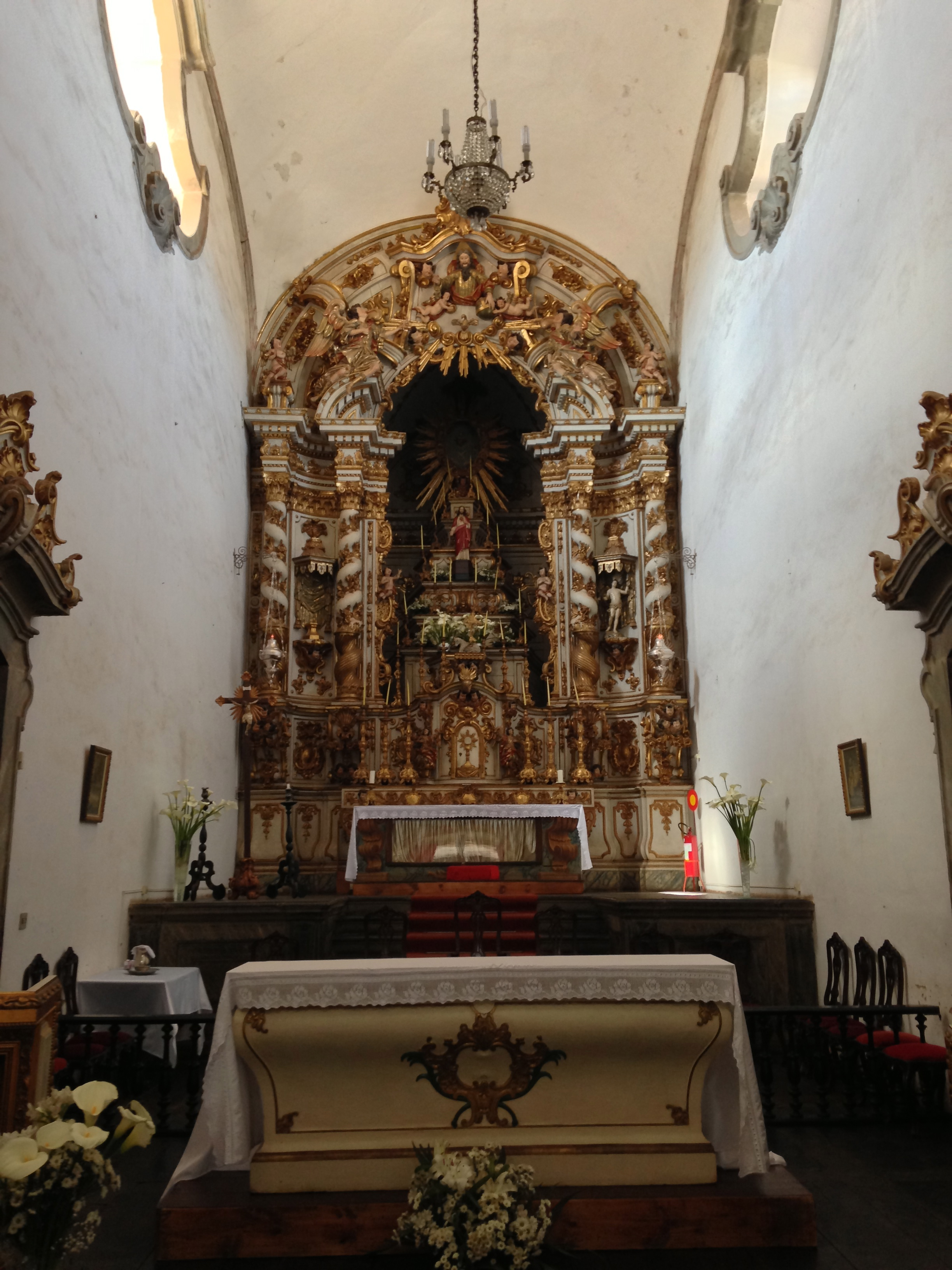
Retábulo-mor da Matriz de Caeté

Obras cuja comprovação é assegurada pela existência de recibos pelo pagamento das obras, conforme pesquisa de Aziz Pedrosa:
Barão de Cocais
- Matriz de São João Batista – risco de arquitetura ou planta (1762), alterado por Aleijadinho (em 1763)[1]

Caeté
- Matriz de Nossa Senhora do Bom Sucesso – talha do retábulo-mor (1758)[1]

Mariana
- Catedral da Sé – retábulos de Nossa Senhora da Conceição (1747), de São Miguel e Almas e de Santo Antônio e Nossa Senhora do Rosário (1748) – segundo documentação foi levantada por Ivo Porto de Menezes; e talha do retábulo de Nossa Senhora da Conceição (1751)[1]
- Capela do Palácio do Bispado – talha de pequeno oratório (1749)[1]

Ouro Preto
- Matriz de Nossa Senhora da Conceição de Antônio Dias – conserto no retábulo de Nossa Senhora do Rosário (1750); e acréscimo executado na capela-mor (documentação em processo de análise)[1]
- Matriz de Nossa Senhora do Pilar – louvação (trabalho como avaliador, em 1753) da obra do retábulo-mor de autoria de Francisco Xavier de Brito (pesquisa documental de Rodrigo Almeida Bastos) e ajustes na capela-mor (1754)[1]
- Para o tenente João de Siqueira – talha do oratório (1754) a partir da documentação levantada por Ivo Porto de Menezes[1]

Santa Bárbara
- Matriz de Santo Antônio – Coelho de Noronha trabalhou em retábulo entre 1747 e 1750. Acredita-se que a peça esteja atualmente na Capela do Santíssimo Sacramento dessa igreja, conforme documentação levantada por Ivo Porto de Menezes.[1]